# Reinhold Kündig
Reinhold Kündig (geboren 15. Januar 1888 in Uster; gestorben 16. Juni 1984 in Thalwil) war ein Schweizer Maler.

## Leben
Reinhold Kündig war der Sohn eines Schlossers. Er besuchte die Schule in Uster und ab 1902 in Wiedikon und lernte dort den späteren Maler Hermann Huber kennen, dessen Schwester Hedwig er 1916 heiratete. Von 1903 bis 1906 machte er eine Lehre als Theatermaler bei Albert Isler in Zürich. Paul Bodmer, Hermann Huber und er arbeiteten eine Zeit lang als Theatermaler in Düsseldorf und Berlin. In München gab er daneben Zeichenunterricht an Moritz Heymanns privater Malschule, wobei er Otto Meyer-Amden, Willi Baumeister und Oskar Schlemmer kennenlernte.
Er war 1908/1909 mit Hermann Huber, Eduard Bick, Paul Osswald und Victor Schulte in Rom, war danach in der Schweiz, dann in Paris, erneut in Rom und Terracina und 1913/1914 in Tunis. Kündig erhielt 1911 und 1914 ein Eidgenössisches Kunststipendium. Im Jahr 1913 zeigte Herwarth Walden im Ersten Deutschen Herbstsalon in Berlin drei Ölbilder von ihm. Er lebte als freier Maler ab 1920 in Hirzel und ab 1937 in einem von seinem Architektenfreund Heinrich Bräm geschaffenen Atelierhaus oberhalb von Horgen.
Kündig zeichnete und malte insbesondere Landschaften in Öl und Aquarell, er war an Wandmalereien im Zwinglihaus und in der Universität Zürich beteiligt. Er illustrierte einige Kinderbücher von Elisabeth Lenhardt. Auf der Biennale di Venezia wurden 1932 Bilder von ihm gezeigt. Er setzte sich mit verschiedenen Malstilen seiner Zeit auseinander. Die vom Expressionismus beeinflussten Bilder galten in der Kritik als sein bedeutendstes Werk, dies aber nicht bei ihm selbst.

## Schriften
- Reinhold Kündig : Maler der Zürcher Landschaft. Texte von Peter Marxer, Peter Kienast. Wolfsberg, Zürich 1982, ISBN 978-3-85997-005-2.
- Elisabeth Lenhardt: Der Ballon und seine Botschaft. Zeichnungen von Reinhold Kündig. Schweizerisches Jugendschriftenwerk, Zürich 1970.